# شینگو سورومی
شینگو سورومی (انگلیسی: Shingo Tsurumi; ۲۹ دسامبر ۱۹۶۴ – ) بازیگر اهل ژاپن بود.
از فیلم‌ها یا برنامه‌های تلویزیونی که وی در آن نقش داشته‌است می‌توان به مرده یا زنده، مارپیچ، گذرگاه بزرگ، و هتل نقاب پوشان اشاره کرد.